# Drechtvaaggronden
Een drechtvaaggrond is een bodemtype in het Nederlandse systeem van bodemclassificatie. Ze behoren tot de hydrokleivaaggronden: zavel- en kleigronden waarin periodieke hoge grondwaterstanden kunnen voorkomen. De gronden bestaan uit een kleidek dat tussen 40 en 80 cm diepte overgaat in veen. Dit veenpakket (ook wel moerig materiaal genoemd) is dikker dan 40 cm.
Het kleidek van drechtveengronden is meestal kalkloos en matig zwaar tot zeer zwaar. In de klei komen roestvlekken voor. Het onderliggende veen is in veel gevallen eutroof. Aan de bovenzijde van het veen heeft oxidatie en enige verwering plaatsgevonden.
Drechtvaaggronden worden aangetroffen in de omgeving van Papendrecht, Sliedrecht en Zwijndrecht.
Dunne klei-op-veengronden, die met een zavel- of kleidek dunner dan 40 cm op een veenondergrond, worden niet tot de drechtvaaggronden gerekend, maar tot de waardveengronden. Klei-op-veengronden met een donkere humusrijke bovengrond, die kan worden aangemerkt als een minerale eerdlaag, behoren tot de liedeerdgronden.

## Etymologie
De naam drechtvaaggronden is ontleend aan het toponiem -drecht.

## Schematische profielbeschrijving
De onderstaande tabel omvat een schematische uiteenzetting van het bodemprofiel van een drechtvaaggrond.
| Horizont | Diepte   | Omschrijving                                                                   |
| -------- | -------- | ------------------------------------------------------------------------------ |
| Ah       | 0–5 cm   | graszode, zeer donker grijze, humusrijke tot venige, kalkloze, zware klei      |
| ACwg     | 5–15 cm  | donkergrijze, humeuze, kalkloze, zware klei met roestvlekken                   |
| Cwg      | 15–30 cm | grijze, humusarme, kalkloze, zware klei met roestvlekken                       |
| Cg       | 30–60 cm | grijze, humusarme tot matig humeuze, kalkloze zeer zware klei met roestvlekken |
| 2Cw      | 60–90 cm | geoxideerd zwart veen                                                          |
| 2Cr      | > 90 cm  | matig gereduceerd zeer donkerbruin rietzeggeveen                               |